# تیم ملی والیبال زنان بولیوی
تیم ملی والیبال زنان بولیوی (انگلیسی: Bolivia women's national volleyball team) تیم ملی والیبال ویژه زنان اهل کشور بولیوی است که در مسابقات جهانی حضور دارند.